# Ortsbefestigung (Dirmstein)
Ein Rest der mittelalterlichen Ortsbefestigung hat sich in der rheinland-pfälzischen Ortsgemeinde Dirmstein erhalten und steht unter Denkmalschutz.

## Geographische Lage
Der Rest der Ortsbefestigung steht auf einer Höhe von 103 m ü. NHN am südwestlichen Rand des historischen Oberdorfs, das von der Befestigung umschlossen war. Das Mauerfragment hinter der Bebauung des Grundstücks Laumersheimer Str. 21a erstreckt sich etwa von Westsüdwest nach Ostnordost und trennt heute zwei Gartengrundstücke voneinander, deren Grenzen sich offenbar seit Jahrhunderten nicht verändert haben. Das Gelände ist nur unmerklich nach Südosten geneigt, wo in 150 m Entfernung von Südwest nach Nordost der Eckbach vorbeifließt.

## Beschaffenheit
Die Denkmalbehörde beschreibt das Objekt nach seiner heutigen Nutzung als „Gartenmauer mit zwei Schlitzöffnungen, eine bezeugt 1596.“ Das etwa 20 m lange, 270 cm hohe und 65 cm starke Mauerfragment besteht aus Feldsteinen. Oben auf den letzten 40 cm läuft die Krone satteldachähnlich zu, der Grat trägt zudem bis zu 20 cm hohe unregelmäßige Zacken aus dreieckigen Steinen. Im östlichen Drittel der Mauer ist in Schulterhöhe eine 45 cm hohe Schießscharte eingearbeitet, die offensichtlich bereits bei der Errichtung der Mauer von unten nach oben in den waagerechten Steinlagen ausgespart und mit groben Steingewänden versehen wurde. Die zweite Schießscharte wurde offenbar nachträglich aus dem bereits vorhandenen Steingefüge herausgebrochen. Auf der nach Norden gelegenen Innenseite der Mauer sind Vorsprünge sichtbar, die als Überbleibsel eines podestartigen Wehrgangs gedeutet werden.

## Baugeschichte
Die Befestigung des Oberdorfs, das früher durch eine 300 m breite Bebauungslücke vom Niederdorf getrennt war, umfasste etwa folgenden heutigen Bereich, ausgehend vom Obertor im Nordwesten im Uhrzeigersinn und meist samt der Außenbebauung aufgeführter Straßen: Quadtsches Schloss, Jesuitenhof, Metzgergasse, Mitteltor, Bleichstraße, Ostteil der von-Brühl-Straße, Laumersheimer Straße, Herrengasse, Koeth-Wanscheidsches Schloss.
Baubeginn und Vollendung der Befestigung lassen sich nur vage datieren. Sicher ist lediglich, dass der Mauerring zu der Zeit, als 1602 der bekannteste Ortsadelige Caspar Lerch IV. seine „Burg“ am Südrand des Oberdorfs erwarb, bereits vollständig geschlossen war. An vielen Stellen, so auch in der Laumersheimer Straße, damals „Hintere Gass“ genannt, umfasste die Mauer zusätzlich Gärten, die zu den vorgelagerten Wohngrundstücken gehörten. Der überkommene Mauerrest, etwa 150 m westlich von Lerchs „Burg“ gelegen, entstand wohl gegen Ende des 16. Jahrhunderts, also ziemlich spät. Dies wird auch durch die urkundliche Erwähnung der älteren Schießscharte im Jahr 1596 belegt.
Auf dem historischen Ortsplan von 1746, dem sogenannten Vogelschaubild, ist die Befestigung noch als völlig intakt eingezeichnet. Allerdings hatte zu Beginn des 18. Jahrhunderts eine rege Bautätigkeit eingesetzt, welche die beträchtlichen Schäden des Pfälzischen Erbfolgekriegs beseitigte, in dessen Verlauf Truppen des französischen Königs Ludwig XIV. Dirmstein 1689 fast gänzlich niedergebrannt hatten. Der Bedarf an Flächen und Baumaterial bewirkte, dass im weiteren 18. Jahrhundert Teile der Befestigung in die Mauern neu errichteter Gebäude einbezogen (z. B. beim Koeth-Wanscheidschen Schloss) oder ganz abgetragen wurden. Als die Koalitionskriege, die auf die Französische Revolution folgten, in den 1790er Jahren auf die linksrheinischen deutschen Gebiete übergegriffen hatten, wurden die Steine der Befestigung auch in Dirmstein immer mehr zum Bau neuer oder zur Reparatur alter Häuser herangezogen, so dass am Ende des 19. Jahrhunderts nur noch dürftige Mauerreste übrig waren.